# Swish Swish
«Swish Swish» — пісня, записана американською співачкою Кеті Перрі з її п'ятого студійного альбому Witness, яка вийшла 19 травня 2017 року на лейблі Capitol і спочатку оголошена як промо-сингл. Пізніше позначена в якості третього синглу з нового альбому після «Chained To The Rhythm» (вийшовшого 10 лютого 2017) і «Bon Appétit» (28 квітня 2017). Пісня була записана за участі Нікі Мінаж. Написана Кеті Перрі, Адамом Діментом, Сарою Хадсон і Бріттані Хаззард, продюсерами виступили Дюк Дюмон, Noah Passovoy і PJ Sledge.

## Історія
Перрі анонсувала вихід пісні 18 травня 2017 року в Instagram. «Swish Swish» стане доступний в цифровому форматі разом з попереднім замовленням на альбом Witness.
Пісня написана в стилі хауз під впливом семплів «Weapon of Choice» британського виконавця Fatboy Slim. Сама Перрі назвала свою пісню «гімном для людей, що зазнають чийсь тиск або насильство над собою».

## Відгуки критиків
Пісня отримала позитивні та змішані відгуки музичних критиків і інтернет-видань: Spin, Time, Nylon. Лионн Купер в рецензії для видання NME похвалила Перрі за вдале використання семплу, вважаючи пісню «чудовою». Ханна Джей Девіс в рецензії від The Guardian схвалила загальне звучання пісні, охарактеризувала її як «безперечно вдалий грув», проте зробила висновок, що в ліричному плані композиція була «безглуздою». Кевін О'Доннелл в статті для Entertainment Weekly виділив «Swish Swish» як кращу пісню з альбому Witness. О'Доннелл назвав пісню «одним з кращих гімнів вечірок» в репертуарі співачки, а також позитивно оцінив присутність Мінаж у пісні.
Крістофер Р. Вейнгартен в рецензії для видання Rolling Stone визнав трек «вінтажним поверненням до хауз-музики початку дев'яностих».
Джилліан Мейпс в огляді для Pitchfork зробила висновок, що звучання композиції здається «застарілим» і біти з треку «звучали свіжо три роки тому».

## Живі виступи
Перрі виконала пісню «Swish Swish» 20 травня 2017 року фіналі сезону телешоу Saturday Night Live. 22 травня 2017 Перрі виступала з «Swish Swish» в Carpool Karaoke на шоу The Late Late Show with James Corden. 2 липня 2017 року виступила в Австралії на фінальному концерті шоу The Voice Australia.

## Музичне відео
Лірик-відео вийшло 3 липня 2017 року на каналі YouTube і в ньому бере участь бразильська співачка і зірка реаліті-шоу Гретчен. Через два дні Кеті спеціально для зйомок офіційного відео оголосила про початок конкурсу для пошуку талантів. Кеті вже знаходила танцювальні таланти з Інтернету. Раніше в цьому році 15-річний Рассел «The Backpack Kid» Хорнінг (Russell Horning) прикрасив своїм танцем фінал шоу під час її виступу з піснею «Swish Swish» в прямому ефірі Saturday Night Live. Після того, як заявники відправили свої записи до кінця 12 липня, відео було знято пізніше в цьому місяці. Його прем'єра очікувалася 21 серпня 2017 року. Режисером офіційного музичного відео став Дейв Мейерс, реліз був 24 серпня 2017 року. В якості камео в кліпі з'являються 14-річний актор Гейтен Матараццо (з серіалу Дивні дива), актриса Дженна Ашковіц (з серіалу Glee), Christine Syldeko (блогер), футболіст Роб Гронковскі (чемпіон Супербоула), комедіантка і сценаристка Моллі Шеннон (ведуча SNL), баскетболіст Карл-Ентоні Таунс, спортивний коментатор Річ Айзен, 15-річний танцюрист Рассел «The Backpack Kid» Хорнінг і актор і спортсмен Террі Крюс. У відео сама Кеті Перрі грає роль «Kobe», капітана баскетбольної команди «The Tigers», яка виступає проти команди «The Sheep», а під час перерви з'являється і Нікі Мінаж. За супротивників грають «найсильніший європеєць» Гафтор Юліус Бйорнссон (за свої 2 метри названий «The Mountain» із Гри престолів), Айріс Кайлі (бодібілдерша, 10-кратна «Міс Олімпія»). У кліпі з'являється її старий персонаж Kathy Beth Terry з «Last Friday Night (T.G.I.F.)».

## Комерційний успіх
У США сингл «Swish Swish» досяг позиції № 46 в хіт-параді Billboard Hot 100 і позиції № 33 в поп-чарті Pop Songs. Більшого успіху пісня домоглася в танцювальному чарті Dance Club Songs, ставши там 18-м хітом співачки на першому місці. Це п'ятий рекордний показник в історії цього чарту і рекордний за кількістю чарттопперів поспіль. До вересня 2017 року тираж синглу досяг 165,288 копій в США і він був сертифікований у золотому статусі Recording Industry Association of America (RIAA). У Канаді пісня дебютувала на позиції № 27 в чарті Canadian Hot 100. «Swish Swish» пізніше піднялася на 13-е місце і стала для Перрі її 22-м хітом в кращій двадцятці Канадського хіт-параду. Сингл був сертифікований в платиновому статусі Music Canada (MC) за тираж у 80,000 одиниць.

## Just Dance 2018
Танець для «Swish Swish» був анонсований 22 серпня 2017 в грі Just Dance 2018. Рухи створені для квартету.

## Чарти

### Тижневі чарти
| Чарт (2017)                                  | Найвища позиція |
| -------------------------------------------- | --------------- |
| Argentina Anglo (Monitor Latino)             | 16              |
| Австралія (ARIA)                             | 22              |
| Австрія (Ö3 Austria Top 75)                  | 69              |
| Бельгія (Ultratip Flanders)                  | 3               |
| Бельгія (Ultratop Wallonia)                  | 14              |
| Канада (Canadian Hot 100)                    | 13              |
| Канада (CHR/Top 40) (Billboard)              | 36              |
| Хорватія (HRT)                               | 37              |
| Чехія (IFPI)                                 | 61              |
| Чехія (Singles Digitál Top 100)              | 41              |
| Франція (SNEP)                               | 24              |
| Німеччина (Official German Charts)           | 76              |
| Угорщина (Single Top 40)                     | 17              |
| Ireland (IRMA)                               | 28              |
| Ізраїль (Media Forest TV Airplay)            | 1               |
| Італія (FIMI)                                | 73              |
| Lebanon Airplay (Lebanese Top 20)            | 8               |
| Mexico Airplay (Billboard)                   | 11              |
| Нідерланди (Dutch Top 40)                    | 28              |
| Нідерланди (Mega Single Top 100)             | 53              |
| New Zealand Heatseekers (RMNZ)               | 3               |
| Філіппіни (Philippine Hot 100)               | 5               |
| Польща (Polish Airplay Top 100)              | 16              |
| Португалія (AFP)                             | 45              |
| Russia Airplay (Tophit)                      | 56              |
| Шотландія (Official Charts Company)          | 7               |
| Словаччина (Singles Digitál Top 100)         | 37              |
| Іспанія (PROMUSICAE)                         | 61              |
| Швеція (Sverigetopplistan)                   | 53              |
| Швейцарія (Media Control AG)                 | 46              |
| Велика Британія (Official Charts Company)    | 19              |
| Велика Британія (UK Dance Chart)             | 3               |
| Ukraine Airplay (Tophit)                     | 97              |
| США (Billboard Hot 100)                      | 46              |
| США (Hot Dance Club Songs) (Billboard)       | 1               |
| США (Hot Dance/Electronic Songs) (Billboard) | 6               |
| США (Mainstream Top 40) (Billboard)          | 33              |
| Venezuela English (Record Report)            | 4               |

## Сертифікації
| Регіон | Сертифікація | Продажі    |
| --- | ------------ | ---------- |
| Канада (Music Canada)                                                                                      | Platinum     | 80 000^    |
| Італія (FIMI)                                                                                              | Gold         | 15 000*    |
| Велика Британія (BPI)                                                                                      | Gold         | 400 000^   |
| США (RIAA)                                                                                                 | Platinum     | 1 000 000* |
| * Дані про продажі ґрунтуються тільки на сертифікації ^ Дані про партії ґрунтуються тільки на сертифікації |              |            |